# Terence Hugh Clarke
Terence Hugh Clarke, CBE, britanski general, * 17. februar 1904, † 26. maj 1992.